# Der Scutt
Der Scutt, nato Donald Clark Scutt (Wyomissing, 17 ottobre 1934 – New York, 14 marzo 2010), è stato un architetto e designer statunitense, noto per aver progettato una serie di edifici in tutta New York e negli Stati Uniti.
Scutt ha lavorato alla realizzazione della Trump Tower. I suoi altri edifici includono One Astor Plaza, 520 Madison Avenue, la sede della Continental Insurance Corporation a New York City e la sede della Northwestern Mutual Life Insurance Company a Milwaukee. Ha riprogettato il Grand Hyatt New York.

## Opere
- Trump Tower, New York, 1983